# Gora, Cerknica
Gora este o localitate din comuna Cerknica, Slovenia.